# Herman van Bree

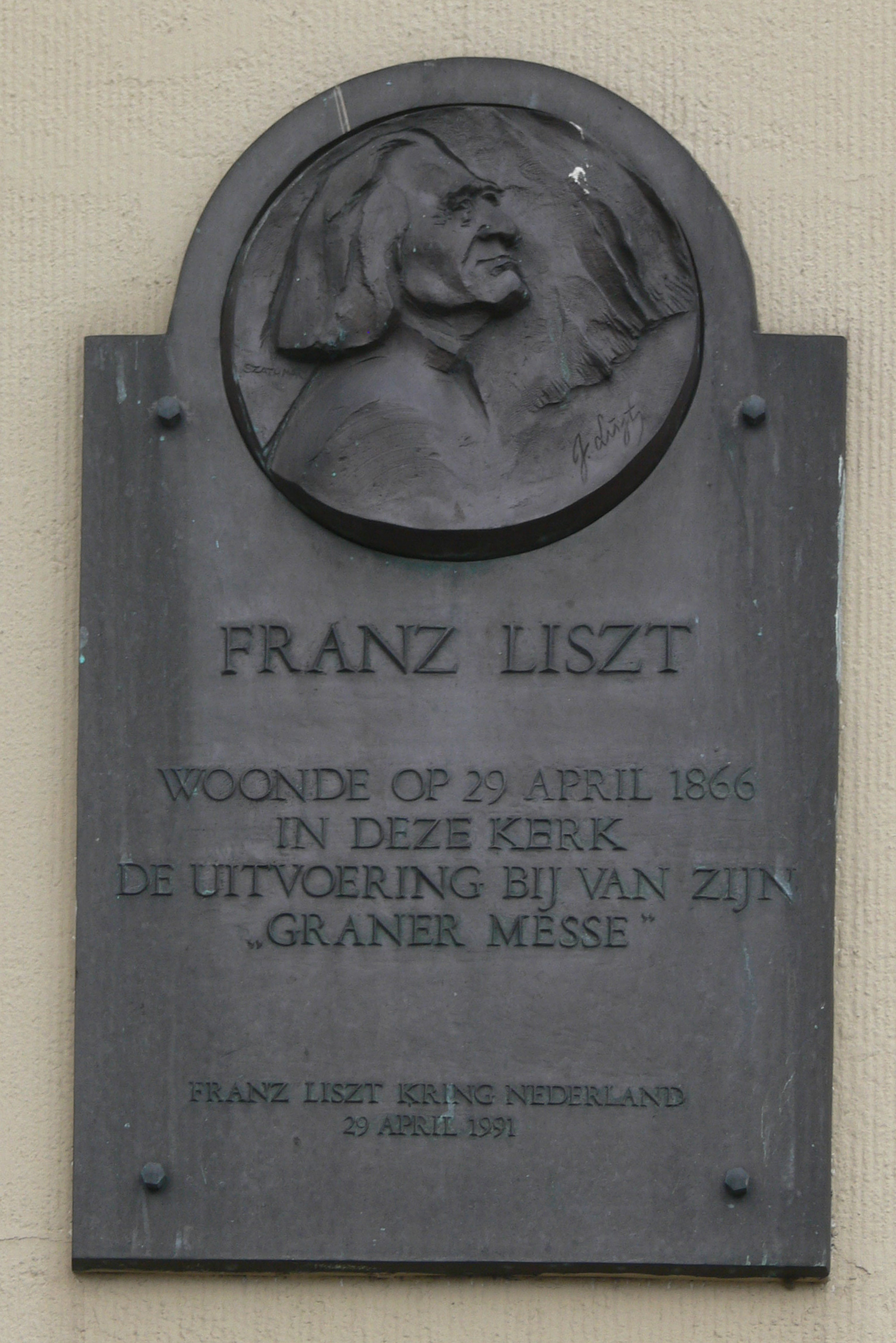
Gedenkplaat ter herinnering aan de ontmoeting Van Bree en Liszt

Hermanus Johannes Jacobus (Herman) van Bree (Amsterdam, 13 augustus 1834 – Vught, 27 augustus 1885) was een Nederlands dirigent en muziekpedagoog.
Hij werd geboren binnen het gezin van muzikant Johannes van Bree en Joanna Catharina Uitenbroek. Hij trouwde in 1858 met Maria Catharina Anthonia Boggia. Hij had net als zijn vader een zwakke gezondheid en had zich al lang voor zijn overlijden teruggetrokken uit het openbare leven.
Hij kreeg de muziekopleiding van zijn vader, die hij opvolgde als koorleider bij "Zelus pro domo Dei", het koor van de Mozes en Aäronkerk te Amsterdam. Hij was er destijds om bekend dat hij een eerste uitvoering aldaar leidde van Franz Liszts Graner Messe (1862). In 1866 voerde hij dat werk opnieuw uit met Liszts Psalm 13, de componist was daarbij aanwezig. Van Bree stond toen voor een groot symfonieorkest en een koor van minstens 200 man/vrouw. Hij was tevens dirigent van het orkest Blaas- en strijklust. Hij had ook een avond georganiseerd in Amsterdam, gevuld met alleen Nederlands repertoire. 
Hij vestigde zich in 1871 in Den Bosch. Hij werd er muziekonderwijzer, was in die hoedanigheid betrokken bij de oprichting van de Bossche muziekschool en werd er directeur. Na zijn overlijden werd de muziekschool gesplitst, waarbij de zangafdeling werd onder gebracht bij Leon C. Bouman. Hij werd ook leider van de plaatselijke zangvereniging.
Van zijn hand verscheen een Missa unisono (eenstemmig met orgel), een feestcantate (solo, gemengd koor, orkest of orgel), Aan de sterren (mannenkoor), Missa (mannenkoor), een pianosonate en een Missa voor tweestemmig koor en orgel.
Martinus Bouman (broer van Leon C. Bouman), Francisca Hageman en Jacobus Johannes Krever zijn leerlingen van hem.
- Gemeinsame Normdatei: 1132516730
- International Standard Name Identifier: 0000 0003 9265 9461
- Virtual International Authority File: 9243149619431804010000